# Animal troquelado

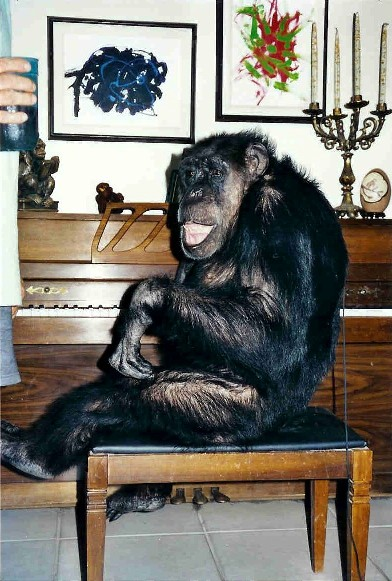
El chimpancé Chita de Palm Harbor en 2004; era un animal troquelado que fue empleado en varias películas de Tarzán.

Se denomina animal troquelado o animal improntado al que se le interviene su impronta con el objeto de que el mismo se crea, parcial o totalmente, como parte de otra especie, mayormente la especie humana. Generalmente esto se realiza con el objeto de emplearlo en rodajes fílmicos o de carácter documental, donde emplear ejemplares salvajes haría la tarea muy dificultosa o imposible.

## Generalidades sobre el troquelado de animales
La impronta es el comportamiento de aprendizaje irreversible por el cual un individuo animal toma conciencia sobre cuál es la especie que integra. El tiempo que le toma en percibirlo varía según cada especie. En los lobos, por ejemplo, es entre los 15 y los 45 días de nacido; en el caso de las anátidas y otras aves nidífugas la máxima impronta ocurre en el limitado periodo comprendido entre las 10 y las 20 horas después de romper el cascarón. 
Hay dos tipos de improntas que influyen en el comportamiento que tendrá el animal en el resto de su vida: la primera es la denominada «impronta filial», por la cual el animal se conecta con la especie «de sus padres». La segunda es la llamada «impronta sexual», la cual, al llegar a la madurez sexual, orientará al animal a sentirse atraído por la misma especie «de sus padres» u otra.   
Si uno de los objetivos buscados es que el animal posteriormente desee reproducirse con los de su misma especie, el troquelador efectuará una doble impronta; pues si aplica una impronta simple, al llegar a la adultez el animal rechazará a los de su especie real, e intentará copular con la especie a la que pertenecen sus «falsos padres». Siempre que se troquela (impronta) un animal, se ha de tener en cuenta las dos improntas básicas de toda especie. De querer que en un futuro el animal troquelado pueda criar con individuos de su propia especie, se habrá de trabajar con la doble impronta. 
Luego del proceso de improntado, en donde el animal asimiló a qué especie pertenece, el siguiente paso es el de la «socialización», por el cual el ejemplar aprenderá cómo comportarse con dicha especie. La duración de este segundo ciclo también varía en función de la especie que se trate. En el ejemplo de los lobos, comprende el periodo entre el final de la fase del improntado —45 días de nacido— hasta los 3 meses de vida.

## Aspectos polémicos
El servirse de animales troquelados para rodar parte o todas las tomas se hace forzoso, especialmente en el caso de algunas especies peligrosas, de hábitos nocturnos, de costumbres huidizas o que viven en hábitats cerrados. Varios ejemplos de estas especies son lobos, osos, grandes felinos, etc. El emplear animales troquelados fue siempre la norma en los rodajes de películas argumentales. Del mismo modo, durante mucho tiempo fue largamente utilizado en los filmes documentales. Si bien esta práctica está en desuso por razones éticas, sigue siendo empleada por series documentales, inclusive las de la BBC.
Un buen ejemplo en Hollywood es la película "La fiera de mi niña" Bringing up Baby, de 1938. Dicha película de Howard Hawks tiene a Katharine Hepburn, y Cary Grant, como actores principales trabajando con un leopardo "troquelado" durante toda la película. 
Entre las pocas críticas que recibió el naturalista y divulgador ambientalista español Félix Rodríguez de la Fuente, fue que muchas de las secuencias de sus documentales, sobre todo de El Hombre y la Tierra, fueron rodadas con ejemplares de especies salvajes pero troquelados, acostumbrados a la presencia humana a los que mantenía en cautividad. Sin embargo, los defensores de esta forma de trabajo sostienen que si no se hubiera hecho así hubiera sido imposible conseguir tales imágenes en plena naturaleza y que en cualquier caso los animales troquelados no sufrían ningún tipo de daño. En contraste, al atraer el interés del público a la larga suponía el apoyo y concienciación en la defensa de la problemática de la especie en cuestión y del medio ambiente en general.